# 朱塞佩·福利韦西
朱塞佩·福利韦西（義大利語：Giuseppe Forlivesi，1894年3月28日—1971年1月3日），意大利男子足球运动员，司职前锋。他曾代表意大利国奥队参加1920年夏季奥林匹克运动会足球比赛，获得第四名。